# Voorgoed zo mooi
Voorgoed zo mooi is een single van de Nederlandse band Ambacht uit 2010. Het stond in hetzelfde jaar als vijfde track op het album De roes.

## Achtergrond
Voorgoed zo mooi is geschreven door Jorn Roodbol en geproduceerd door Joris Rasenberg. Het is een nederpoplied dat een ode is aan de vriendin van de liedverteller. Het is de eerste single van het debuutalbum van de band. Dat Rasenberg, zanger van de band Abel, de producer is, komt doordat de bandleden van Ambacht in 2008 een demo naar het management van Abel stuurde. Na het beluisteren van de demo besloten ze om samen met Rasenberg te investeren in een eerste album voor de band. De andere nummers op het album zijn ook geproduceerd door Rasenberg.

## Hitnoteringen
De band had bescheiden succes met het lied. Het stond een week in de Single Top 100 en stond in deze week op de 96e plaats. Het is het enige lied van de popgroep met een notering in een Nederlandse hitlijst.